# Моя супер-бывшая
«Моя́ су́пер-бы́вшая» (англ. My Super Ex-Girlfriend) — американская супергеройская комедия 2006 года режиссёра Айвана Райтмана. Главные роли в фильме исполнили Ума Турман, Люк Уилсон, Рэйн Уилсон, Анна Фэрис, Ванда Сайкес и Эдди Иззард.
Мировая премьера фильма состоялась 20 июля 2006 года в Пуэрто-Рико и Австралии. В США фильм вышел на экраны на следующий день — 21 июля. На российские экраны картина вышла 31 августа 2006 года. На производство картины было затрачено 60 миллионов долларов, а общемировые сборы составили около 60 миллионов долларов.

## Сюжет
Встретив красавицу Дженни Джонсон, Мэтт Сондерс думает, что он наконец-то нашёл женщину своей мечты. Однако, обнаружив то, что она супер-героиня, Мэтт решает с ней расстаться, тем более что Дженни становится чересчур навязчивой и требовательной. Чувствуя себя униженной и оскорблённой, Дженни использует свои сверхъестественные способности, чтобы не только положить конец развивающемуся роману Мэтта с его сослуживицей Ханной, но и превратить жизнь своего «бывшего» в ад.

## В ролях
| Актёр       | Роль                       |
| ----------- | -------------------------- |
| Ума Турман  | Дженни Джонсон /Девчонка G |
| Люк Уилсон  | Мэтт Сондерс               |
| Рэйн Уилсон | Вон Хэйг                   |
| Анна Фэрис  | Ханна Льюис                |
| Ванда Сайкс | Карла Данкирк              |
| Эдди Иззард | профессор Бедлам / Барри   |

## Награды и номинации
Фильм «Моя супер-бывшая» имеет 1 номинацию.

### Номинации
- MTV Movie Awards
  - 2007 — Лучшая драка (Ума Турман и Анна Фэрис)